# Marko Kordić
Marko Kordić (in serbo Марко Кордић?; Podgorica, 22 febbraio 1995) è un calciatore montenegrino, portiere del Petrovac.
Vanta 11 presenze in Europa League.

## Palmarès

### Club

#### Competizioni nazionali
- Coppa di Serbia: 1

Vojvodina: 2013-2014